# 斯克廉默 (阿拉巴馬州)
斯克廉默（英語：Screamer）是一個位於美國阿拉巴馬州亨利縣的非建制地區。該地的面積和人口皆未知。

## 地理
斯克廉默的座標為31°43′33″N 85°10′32″W / 31.72583°N 85.17555°W，而該地的平均海拔高度為102米（即335英尺）。